# British Security Coordination
British Security Coordination – założona w 1940 r. brytyjska organizacja wywiadowcza działająca na terenie obu Ameryk, oficjalnie funkcjonująca jako grupa lobbystyczna z siedzibą w Nowym Jorku. BSC działała za nieformalnym przyzwoleniem administracji prezydenta Franklina Roosevelta i zajmowała się lobbowaniem na rzecz wsparcia dla Wielkiej Brytanii walczącej przeciw nazistowskim Niemcom, ale także w tajemnicy przed amerykańskimi władzami prowadziła kampanię propagandową i manipulacji prasą i radiem, doprowadzając do publikowania probrytyjskich i antyniemieckich treści. BSC wydawało broszury, grę planszową i rozpropagowało mapę pokazującą rzekome niemieckie plany ekspansji w Ameryce Południowej i Środkowej. BSC zajmowała się również zwalczaniem niemieckich wpływów w USA i zwalczaniem organizacji izolacjonistycznych. Celem kampanii było przekonanie amerykańskiego społeczeństwa, że dołączenie do wojny przeciw Niemcom jest słuszne, a pozostawanie na boku antyamerykańskie. BSC była kierowana przez kanadyjskiego przedsiębiorcę Williama Stephensona. Stephenson koordynował całość brytyjskiej działalności szpiegowskiej na zachodniej półkuli. Jego organizacja odpowiadała m.in. za sfałszowanie listu dyrektora włoskich linii lotniczych LATI, obrażającego brazylijskiego prezydenta Getúlio Vargasa i sugerującego włoskie plany przeprowadzenia przeciwko niemu wojskowego zamachu stanu. Efektem tego listu było przystąpienie Brazylii do wojny przeciwko III Rzeszy. Organizacja posiadała w Kanadzie bazę szkoleniową dla agentów. Dla BSC pracowało od 1000 do 3000 ludzi.